# 대한민국 외자청
외자청(外資廳)은 외자 구입과 도입된 외자의 관리에 관한 사무를 관장하는 대한민국의 옛 중앙행정기관이다. 1955년 2월 17일 외자구매처와 임시외자관리청을 통합하여 발족하였으며 1961년 10월 1일 조달청으로 개편되면서 폐지되었다.

## 설치 근거 및 소관 업무
- 정부조직법 [법률 제354호, 1955.02.07 전부개정] 제20조[1]
- 외자청직제 [대통령령 제1009호, 1955.02.17 제정] 제1조[2]

## 연혁
- 1955년 2월 17일 - 외자구매처와 임시외자관리청을 통합하여 부흥부의 외청으로 외자청을 설치.
- 1961년 10월 1일 - 외자청을 폐지하고 조달청을 설치.

## 조직
| - 군산사무소 ( 1955.02 ~ 1961.07 ) - 군산항만사무소 ( 1961.07 ~ 1961.10 ) - 대전사무소 ( 1955.02 ~ 1961.07 ) - 마산사무소 ( 1955.02 ~ 1961.07 ) - 마산항만사무소 ( 1961.07 ~ 1961.10 ) | - 목포사무소 ( 1955.02 ~ 1961.07 ) - 목포항만사무소 ( 1961.07 ~ 1961.10 ) - 부산사무소 ( 1955.02 ~ 1961.07 ) - 부산항만사무소 ( 1961.07 ~ 1961.10 ) - 여수사무소 ( 1955.02 ~ 1961.07 ) | - 여수항만사무소 ( 1961.07 ~ 1961.10 ) - 인천사무소 ( 1955.02 ~ 1961.07 ) - 인천항만사무소 ( 1961.07 ~ 1961.10 ) - 청주사무소 ( 1955.08 ~ 1961.07 ) - 포항사무소 ( 1955.02 ~ 1961.07 ) - 포항항만사무소 ( 1961.07 ~ 1961.10 ) |

## 역대 청·차장

### 외자청장
| 정부        | 대수 | 이름           | 임기                               | 출신지              | 출신학교           | 비고 |
| ----------- | ---- | -------------- | ---------------------------------- | ------------------- | ------------------ | --- |
| 제 1 공화국 | 초대 | 이순용(李淳鎔) | 1955년 2월 17일 ~ 1956년 1월 14일  | 경기 한성 (현 서울) | 서울대             | 내무부 장관&체신부 장관                                                                                  |
| 제 1 공화국 | 2대  | 최인규(崔仁圭) | 1956년 1월 4일 ~ 1958년 2월 22일   | 경기 광주           | 서울대 미국 뉴욕대 | 교통부 장관&내무부 장관&제4대 국회의원                                                                   |
| 제 1 공화국 | 서리 | 신현확(申鉉碻) | 1958년 2월 22일 ~ 1958년 12월 10일 | 경북 칠곡           | 서울대             | 부흥부 차관&부흥부 장관&보건사회부 장관&경제부총리&국무총리&행정개혁위원회 위원장                        |
| 제 1 공화국 | 3대  | 안희경(安喜慶) | 1958년 12월 10일 ~ 1960년 5월 2일  | 경기 한성 (현 서울) | 고려대             | 서울지방검찰청 부장검사                                                                                  |
| 제 1 공화국 | 4대  | 유창순(劉彰順) | 1960년 5월 2일 ~ 1960년 5월 10일   | 평남 안주           | 미국 헤이스팅스대  | 상공부 장관&경제기획원 장관&국무총리&전국경제인연합회 회장&한국은행 총재&롯데제과 회장&호남석유화학 회장 |
| 제 2 공화국 | 5대  | 김영원(金英源) | 1960년 5월 10일 ~ 1961년 8월 16일  |                     |                    | |
| 제 2 공화국 | 6대  | 황인성(黃寅性) | 1961년 8월 16일 ~ 1961년 10월 1일  | 전북 무주           | 육사               | 전라북도지사&국무총리비서실장&농수산부 장관&교통부 장관&국무총리&제11·12·14대 국회의원                   |